# Beate Zschäpe
Beate Zschäpe (nacida Beate Apel; 2 de enero de 1975) es una ultraderechista alemana que fue miembro de la organización terrorista neonazi, Clandestinidad Nacionalsocialista (CNS). En julio de 2018, fue sentenciada a cadena perpetua por los crímenes cometidos en conexión con la CNS, incluyendo asesinato y provocación de incendio.

## Biografía

### Origen e infancia
La madre de Beate Zschäpe era una ciudadana de la Alemania Oriental que estudiaba odontología en la Universidad Carol Davila de Medicina y Farmacia de Bucarest. Según su madre, el padre de Zschäpe fue un estudiante de odontología rumano. Zschäpe nunca lo conoció, y ella negó ser su hija hasta la muerte de este en 2000. Su madre trabajó como contable en Zeiss hasta 1991, cuando (aunque no fue registrada como tal) quedó desempleada.
Viviendo en un vecindario austero en Jena, la relación de Zschäpe con su madre fue, en el mejor de los casos, incómoda, y pasó gran parte del tiempo bajo la tutela de su abuela. Su madre se casó y se divorció dos veces y ambas veces Zschäpe tomó el apellido de los nuevos maridos de su madre. Durante los quince primeros años de su vida, se mudó seis veces dentro de Jena y sus alrededores.
Un reporte escolar de cuando ella cursaba segundo curso (1982/1983) dice: "Beate intenta conseguir los mejores resultados en cuanto al aprendizaje, pero a menudo carece de la suficiente concentración y orden, así que no consigue rendir con toda su capacidad... Está activa y felizmente interesada en la vida pionera".
En 1991, después de terminar su décimo año (edad 15–16), dejó su colegio, el Johann Wolfgang von Goethe School, en el distrito de Winzerla en Jena y empezó a trabajar bajo el programa de creación de empleo como asistente de pintor. Entonces se dispuso a hacer un aprendizaje como jardinera, desde 1992 a 1996, especializándose en horticultura.

### Desarrollo político
Alrededor de la época de la reunificación alemana en 1990, la política alrededor de Zschäpe era un caos, y al contrario de lo que decía la propaganda oficial de GDR, el racismo ya se había propagado.
Con 14 años, Zschäpe se unió a una banda que se hacía llamar Die Zecken ("Las garrapatas"). Aunque el grupo se consideraba izquierdista, había miembros sin orientación política. Cuando Die Zecken pretendió atacar una quedada de ultraderechistas y pegar a alguno de ellos, ella se apuntó. De todos modos, ella es descrita como "queriendo disfrutar de la vida" y teniendo un gusto por la revista Bravo (ilegal en la época en la Alemania Oriental).
Su primer contacto con la ultraderecha fue alrededor de 1991. Conoció a Uwe Mundlos, el hijo de un profesor de Ciencias de la Computación en la Universidad de Jena que había llegado a Winzerla con su familia poco antes de la Caída del muro de Berlín. Formó una relación con él y comenzó a integrarse en la comunidad Neonazi clandestina de Jena y en la red Neonazi internacional. Uwe Böhnhardt, cuyos padres eran una profesora y un ingeniero, se hizo muy amigo de ellos.
Un amigo de aquella época más tarde la describió como primitiva, cabeza hueca, con un comportamiento vulgar y ninguna preocupación por los modales. A Mundlos lo describió como inteligente pero vago. La criminalidad (incluido robar ordenadores de su colegio) había dejado a Böhnhardt sin calificaciones. Tanto Zschäpe como Mundlos ya habían cosechado un registro de comportamiento criminal a la fecha. Un acusado de ser colaborador en los asesinatos neonazis en Alemania de 2000 a 2007 describió a Zschäpe como ambiciosa y alguien a quien no se puede subordinar. Una carta escrita por Zschäpe mientras estaba en prisión con una longitud de 26 páginas, es legible, con escritura clara y sin errores ortográficos. Algunos bocetos en ella demuestran una clara habilidad como dibujante.

### Clandestinidad
En 2007, Zschäpe hizo múltiples viajes a la Isla de Fehmarn junto a Böhnhardt y Mundlos, en el camping Wulfener Hals donde alquilaban una caravana.
En mayo de 2008, el trío se transladó a una casa en la calle Frühlingsstraße 26 en el distrito de Weissenborn en Zwickau, la misma casa que el Neonazi Matthias D. había alquilado previamente.

### Encarcelación y acusación
El 8 de noviembre de 2011, Zschäpe intentó entregarse a la policía mediante una llamada telefónica, se presentó como: "Hola, soy Beate Zschäpe". Dijo que era la persona que habían (la policía) estado buscando y que era la razón por la que la ciudad entera había sido puesta en cuarentena. Sin embargo, el policía que le contestó no la reconoció y dijo que no estaba al tanto de nada relacionado con un caso como tal. Unas horas después, Zschäpe, ella misma, llegó con su abogado a la estación de policía de Jena. Desde el 8 de noviembre de 2011 ha estado bajo custodia policial. El 12 de noviembre de 2011 la Justicia Alemana empezó a investigar [la entonces alegada] membresía de Zschäpe de una célula terrorista.
El 8 de noviembre de 2012, un año después de que los asesinatos se hicieran públicos, la Justicia Alemana presentó cargos en contra de Zschäpe y cuatro supuestos colaboradores. "Como miembro fundador de CNS", fue acusada de haber sido parte del asesinato de ocho ciudadanos de origen turco y otro de origen griego, del ataque a dos oficiales de policía en Heilbronn, como también del intento de asesinato mediante ataques bomba en Innenstadt y Mülheim, Colonia.
Según los cargos interpuestos, la NSU era un grupo de tres miembros con igualdad de derechos que cometió sus crímenes después de haber coordinado su división del trabajo. En este proceso, Zschäpe tuvo la tarea indispensable de darle a la existencia de una unidad terrorista como esa el aspecto de normalidad y legalidad, entre otras cosas, manteniendo una fachada discreta en sus respectivos lugares de residencia y asegurando su piso compartido como guarida segura y como la sede de sus acciones. En adición, fue acusada de haber sido "responsable de la logística del grupo".
En un análisis de huellas, evidencia de DNA de Zschäpe fue encontrada en artículos periodísticos sobre el ataque bomba de Colonia y el asesinato de Habil Kilic. En adición, Zschäpe fue acusada de haber "incendiado su piso en Zwickau, y de esta forma haber intentado acabar con posibles pruebas de su implicación en los crímenes como también del intento de asesinato de una vecina anciana y de dos carpinteros".
El departamento policial de Zwickau también la investigó por la pornografía infantil encontrada en su ordenador. Sin embargo, esta investigación fue cancelada, ya que se determinó que "no tendría peso alguno en la sentencia" en comparación con la sentencia que le caería por las acciones por las que ella ya había sido acusada.
En febrero de 2013, la madre de Beate, Annerose, de 60 años, le contó a Focus que su hija estaba siendo prejuzgada y que su posición no estaba siendo vista objetivamente. Dijo que parte de lo que le había dicho a la policía había sido tergiversado por la prensa y sacado de contexto. Dijo que había cosas que quería aclarar, pero que no diría nada más antes de que el juicio comenzara.

## Juicio de la CNS
El juicio empezó el 6 de mayo de 2013 ante una división de la corte regional en Múnich que se encarga de los crímenes de Estado. De acuerdo con el código a seguir, el juicio tenía que celebrarse en uno de los estados federales donde uno de los crímenes de la CNS tuvo lugar. Cinco de los nueve asesinatos de inmigrantes ocurrieron en Baviera. La defensa de Zschäpe estuvo conformada por: Wolfgang Heer (Colonia), Wolfgang Stahl (Koblenz) y Anja Sturm (Berlin).
Zschäpe fue encarcelada en la prisión de Cologne-Ossendorf pero fue relocalizada a la prisión de Múnich. Rechazó ser examinada por la psicóloga Henning Sass.
El comité de defensa de Zschäpe argumentó que podía ser acusada de complicidad en los asesinatos de la CNS. En enero de 2013, la Corte Regional de Múnich propuso rebajar la condena de Zschäpe porque la CNS ya no existía y, por tanto, el apoyo del grupo por parte de la mujer encarcelada ya no era posible.
En diciembre de 2015, Zschäpe finalmente decidió acabar con su silencio tras dos años y medio después de haber sido apresada e hizo una declaración, negando que fuera miembro de la CNS; aunque admitió conocer y haber tenido una relación con sus miembros. Dijo que ella misma no era parte de la organización y que no estaba de acuerdo con sus acciones. Pidió perdón a las familias de las víctimas, diciendo que se sentía moralmente culpable de que no pudiera evitar los asesinatos y los ataques bomba llevados a cabo por Uwe Mundlos y Uwe Böhnhardt. Muy pocos se tomaron su declaración en serio. El periódico Bild tituló su primera plana con "La confesión de Zschaepe - nada más que excusas!" En septiembre de 2017, el fiscal demandó cadena perpetua para ella.
El 11 de julio de 2018, Zschäpe fue encontrada culpable de complicidad en los 10 asesinatos, de ser miembro de una organización terrorista y de un incendio provocado; por todos estos hechos fue sentenciada a cadena perpetua sin posibilidad de libertad condicional ordinaria.

## Vida después del juicio
El 4 de febrero de 2019 Zschäpe fue trasladada desde la cárcel de München al centro penitenciario de Chemnitz.